# Sophie Ferchiou
Sophie Ferchiou (Túnez, 23 de abril de 1931) es un directora de cine y socióloga tunecina.

## Trayectoria
Ferchiou realizó estudios de antropología en París y Aix-en-Provence, obteniendo un doctorado en antropología cultural y social, por entonces un caso único en una mujer de Túnez. Posteriormente, se convirtió en directora de investigación en el Centro Nacional de Investigación Científica.
Influenciada por Jean Rouch, sus películas combinan observaciones etnológicas y formas artísticas.
En la década de 1970 también publicó trabajos sobre fenómenos sociales en Túnez y el Magreb, asociados a los derechos de las mujeres.

## Cortometrajes
- 1966 : Chéchia[1][2]
- 1972 : Zarda
- 1974 : Mariage à Sabria
- 1975 : Gallala
- 1977 : La pêche traditionnelle en Tunisie
- 1978 : Les ménagères de l'agriculture
- 1980 : L'imnarja
- 1996 : Stambali
- 2005 : Paroles sculptées

## Publicaciones
- Sophie Ferchiou (1971). Techniques et sociétés (en francés). Paris: Muséum national d'histoire naturelle. p. 239.
- Sophie Ferchiou (1978). Lumières de Tunisie (en francés). Tunis: Cérès Productions. p. 124.
- Sophie Ferchiou (1985). Les femmes dans l'agriculture tunisienne (en francés). Aix-en-Provence: Édisud. p. 94. ISBN 978-2-857-44203-5.
- Sophie Ferchiou (1992). Hasab wa nasab (en francés). Paris: Centre national de la recherche scientifique. p. 345. ISBN 978-2-222-04653-0.
- Sophie Ferchiou (1996). L'islam pluriel au Maghreb (en francés). Paris: Centre national de la recherche scientifique. p. 346. ISBN 978-2-271-05406-7.
- Sophie Ferchiou (2001). Femme, culture et créativité en Tunisie (en francés). Tunis: Crédif. p. 358. ISBN 978-9-973-93137-5.